# Gorges de la Nesque
Gorges de la Nesque este o arie protejată (sit de importanță comunitară — SCI) din Franța întinsă pe o suprafață de 1.230 ha, integral pe uscat.

## Localizare
Centrul sitului Gorges de la Nesque este situat la coordonatele 44°02′56″N 5°17′27″E / 44.04889°N 5.29083°E.

## Înființare
Situl Gorges de la Nesque a fost declarat arie specială de conservare în baza directivei 92/43 din 1992 referitoare la conservarea habitatelor naturale și a faunei și florei sălbatice pentru a proteja 16 specii de animale.

## Biodiversitate
Situată în ecoregiunea mediteraneană, aria protejată conține 13 habitate naturale: Grohotișuri termofile și vest-mediteraneene, Pante stâncoase calcaroase cu vegetație casmofită, Peșteri inaccesibile publicului, Păduri aluvionare cu Alnus glutinosa și Fraxinus excelsior (Alno-Padion, Alnion incanae, Salicion albae), Pajiști uscate seminaturale și facies de acoperire cu tufișuri pe substraturi calcaroase (Festuco-Brometalia) (* situri importante pentru orhidee), Formațiuni stabile xerotermofile de Buxus sempervirens pe pante stâncoase (Berberidion p.p.), Păduri de Quercus ilex și Quercus rotundifolia, Pseudostepă cu ierburi și specii anuale de Thero-Brachypodietea, Râuri de munte și vegetația lor lemnoasă cu Salix elaeagnos, Matorral arborescenți cu Juniperus spp., Liziere de ierburi înalte hidrofile de câmpie și de nivel montan până la alpin, Păduri pe pante, grohotișuri și ravene de Tilio-Acerion, Râuri mediteraneene cu debit intermitent, cu specii de Paspalo-Agrostidion.
La baza desemnării sitului se află mai multe specii protejate:
- mamifere (9): liliacul mic cu potcoavă (Rhinolophus hipposideros), liliac cu urechi de șoarece (Myotis blythii), liliacul mare cu potcoavă (Rhinolophus ferrumequinum), liliac cu picioare lungi (Myotis capaccinii), liliacul mic cu potcoavă (Rhinolophus hipposideros), liliacul mare cu potcoavă (Rhinolophus ferrumequinum), liliac cu urechi de șoarece (Myotis blythii), liliac cu aripi lungi (Miniopterus schreibersii), liliac cărămiziu (Myotis emarginatus)
- nevertebrate (7): Coenagrion mercuriale, fluturele auriu (Euphydryas aurinia), fluturele de noapte (Eriogaster catax), croitorul mare al stejarului (Cerambyx cerdo), Rosalia alpina, Euplagia quadripunctaria, rădașcă (Lucanus cervus)

Pe lângă speciile protejate, pe teritoriul sitului au mai fost identificate 2 specii de plante, 1 specie de păsări.